# 奧爾卡峰
奧爾卡峰（英語：Orca Peak），是英國海外領土南喬治亞與南桑威奇群島的山峰，位於南喬治亞島，古利德維肯以西，海拔高度395米，在1930年由英國海軍繪入地圖。